# Herb Sianowa
Herb Sianowa – jeden z symboli miasta Sianów i gminy Sianów w postaci herbu.

## Wygląd i symbolika
Herb przedstawia na czerwonej tarczy białego rybogryfa w koronie zwieńczonej krzyżem zwróconego w heraldycznie prawą stronę, unoszącego się nad ukośnie biegnącą niebieską sfalowaną wstęgą.
Rybogryf nawiązuje do herbu rodowego Święców, założycieli i właścicieli miasta. Wstęga symbolizuje płynącą przez miasto Polnicę dopływ Unieści.

## Historia
Wizerunek herbowy używany jest na pieczęciach miejskich od XIV wieku.